# 陳履安
陳 履安（ちん りあん、1937年〈民国26年〉6月22日 - ）は、中華民国の政治家・教育者。経済部長、国防部長、監察院長などを歴任し、「国民党四公子」の1人として知られる。父は蔣介石政権で副総統を務めた陳誠、母方の祖父は北伐期に国民政府主席を務めた譚延闓である。

## 来歴
日中戦争開戦直前の1937年（民国26年）6月22日、陳誠の長男として浙江省青田県に生まれる。名前の「安」の字は、前年の1936年（民国25年）に発生した西安事件から陳誠が無事に帰還したことを記念して付けられたものである。陳誠は軍人として戦争に参加していたため、母の譚祥が女手ひとつで家庭を切り盛りしていた。
台湾に移った後に陳誠が副総統として実権を握ると兵役を免除され、アメリカ合衆国に留学してマサチューセッツ工科大学やニューヨーク大学で学んだ。
ニューヨーク市立大学で教授を務めた後、1970年（民国59年）に帰国し、明志工業専科学校（現：明志科技大学）校長、私立辞修高級中学創立者・初代校長、台北語文学院（現：中華語文研習所）常務董事、国立台湾工業技術学院（現：国立台湾科技大学）初代院長などを歴任した。
1972年（民国61年）に教育部技術及職業教育司長に就任して政界入りを果たし、その後は教育部次長、国家科学委員会主任委員、経済部長、国防部長、監察院長などを歴任した。
1988年（民国77年）1月13日に蔣経国が死去し、副総統の李登輝が総統に昇格して残りの任期を務めた。任期が満了する1990年（民国79年）、同年3月に行われる総統選挙の国民党推薦候補の選考が行われた際、副総統候補には行政院長の李煥が予想されていたが、李登輝は総統府秘書長の李元簇を副総統候補に指名する方針を表明した。権力基盤がなく発言力が弱い李元簇の擁立に、陳履安・李煥・郝柏村などの反李登輝派（非主流派）は強く反発した。反李登輝派は、2月11日に開催される、党推薦の正副総統候補を決定する臨時中央委員会全体会議での投票方式を「起立方式」から「無記名投票方式」に変更した上で李登輝による選任案を覆し、林洋港と陳履安を正副総統候補に擁立することを計画した。しかし、当日に行われた会議では僅差で「起立方式」での投票が決定されて李登輝による選任案が通過し、この目論みは失敗に終わった。
1996年（民国85年）には国民党を離党して総統選挙に無所属で出馬したが、4組中最下位となる得票率9.98％を獲得して落選し、李登輝・連戦ペアが当選した。なお、選挙後は連戦と友好な関係を築いており、2000年（民国89年）の総統選挙でも連戦支持を表明した。連戦が国民党主席に就任した後の2001年（民国90年）1月3日には復党している。
経済部長時代に霊泉禅寺で坐禅会に参加して以来、仏教に強い関心を抱くようになった。政界引退後は化育基金会を樹立して慈善活動に携わり、仏教や道徳教育の研究に情熱を注いでいる。

## 栄典
- 中華民国： 一等卿雲勲章（中国語版）（2016年4月13日）[12]

## 選挙記録
| 年   | 選挙                  | 所属政党 | 得票数    | 得票率 | 当選 |
| ---- | --------------------- | -------- | --------- | ------ | ---- |
| 1996 | 第9期総統・副総統選挙 | 無所属   | 1,074,044 | 9.98%  |      |